# Mackinac Bridge
Il Mackinac Bridge è un ponte sospeso che attraversa lo Stretto di Mackinac e collega le due penisole inferiore e superiore dello stato del Michigan, negli Stati Uniti d'America. 
Ha una lunghezza totale di 8 038 m, con una luce massima centrale di 1 158 m. L'altezza dei piloni è di 168 m dal livello dell'acqua. Inaugurato nel 1957, è il 13° ponte sospeso più lungo del mondo ed il più lungo dell'emisfero occidentale considerando la distanza tra le due rive. 
È percorso dalla Interstate 75 ed ha quattro corsie (due per ogni senso di marcia). Il transito è a pedaggio, con un costo di 4 dollari per vettura e di 5 dollari per ogni asse per le roulotte e i veicoli commerciali. È percorso giornalmente da circa 11 600 veicoli. 
Progettato dall'ingegnere statunitense David B. Steinman, i lavori di costruzione iniziarono nel maggio del 1954 e terminarono nell'ottobre del 1957. Fu inaugurato ufficialmente il 1º novembre 1957.